# Jacobi-identiteten
Jacobi-identiteten, eller Jacobis identitet, innebär inom matematiken att en bilinjär avbildning {\displaystyle F\colon V\times V\rightarrow V} på vektorrummet {\displaystyle V} uppfyller:
{\displaystyle F(F(x,y),z)+F(F(y,z),x)+F(F(z,x),y)=0,\quad \forall x,y,z\in V}.
Är den bilinjära avbildningen dessutom antisymmetrisk rör det sig om en lieparentes. Viktiga exempel är:
- Kommutatorer för linjära avbildningar: {\displaystyle [a,[b,c]]+[b,[c,a]]+[c,[a,b]]=0.}[1]
- Vektorprodukt: {\displaystyle {\textbf {a}}\times ({\textbf {b}}\times {\textbf {c}})+{\textbf {b}}\times ({\textbf {c}}\times {\textbf {a}})+{\textbf {c}}\times ({\textbf {a}}\times {\textbf {b}})=0}
- Poissonklamrar: {\displaystyle \,\{f,\{g,h\}\}+\{h,\{f,g\}\}+\{g,\{h,f\}\}=0}[2]

Jacobi-identiteten är uppkallad efter den tyske matematikern Carl Jacobi.

## Bevis för vektorprodukt
Beviset fås enkelt ur Lagranges formel:
{\displaystyle {\textbf {a}}\times ({\textbf {b}}\times {\textbf {c}})={\textbf {b}}({\textbf {a}}\cdot {\textbf {c}})-{\textbf {c}}({\textbf {a}}\cdot {\textbf {b}})}
Således:
{\displaystyle {\textbf {a}}\times ({\textbf {b}}\times {\textbf {c}})+{\textbf {b}}\times ({\textbf {c}}\times {\textbf {a}})+{\textbf {c}}\times ({\textbf {a}}\times {\textbf {b}})=}
{\displaystyle ={\textbf {b}}({\textbf {a}}\cdot {\textbf {c}})-{\textbf {c}}({\textbf {a}}\cdot {\textbf {b}})+{\textbf {c}}({\textbf {a}}\cdot {\textbf {b}})-{\textbf {a}}({\textbf {b}}\cdot {\textbf {c}})+{\textbf {a}}({\textbf {b}}\cdot {\textbf {c}})-{\textbf {b}}({\textbf {a}}\cdot {\textbf {c}})=}
{\displaystyle =0}